# لوانجر
لوانجر (به لاتین: Levanger) یک شهرداری در نروژ است که در تروندلاگ واقع شده‌است. لوانجر ۶۴۵٫۸۱ کیلومتر مربع مساحت و ۲۰٬۱۱۵ نفر جمعیت دارد.

## خواهرخوانده
شهر هرتسگ نووی خواهرخواندهٔ لوانجر هست.